# Take Over Control
Singles par Afrojack
A Msterdamn
(2010) Give Me Everything
(2011)
Singles par Eva Simons
Silly Boy
(2009) I Need More
(2011)
Take Over Control est une chanson du DJ néerlandais Afrojack en collaboration avec sa compatriote chanteuse et auteur-compositeur Eva Simons sortie le 12 août 2010. La chanson a été écrite par Afrojack, Eva Simons, Ingrid Simons, Mike Hamilton et produite par Afrojack, Eva Simons.

## Liste des pistes
- Téléchargement Digital

1. "Take Over Control" (Radio Edit) – 3:28

- Digital maxi single

1. "Take Over Control" (Radio Edit) – 3:28
2. "Take Over Control" (Extended Vocal Mix) – 6:39
3. "Take Over Control" (Extended Vocal Instrumental) – 6:39

- Royaume-Uni digital EP

1. "Take Over Control" (UK Radio Edit) – 2:57
2. "Take Over Control" (Adam F. Vocal Edit) – 2:53
3. "Take Over Control" (Extended Vocal Mix) – 6:41
4. "Take Over Control" (Ian Carey Remix) – 6:47
5. "Take Over Control" (Adam F. Remix) – 3:37
6. "Take Over Control" (Drumsound & Bassline Smith Mix) – 3:46

- Royaume-Uni single

1. "Take Over Control" (UK Radio Edit) – 2:57
2. "Take Over Control" (Adam F. Vocal Edit) – 2:53

- États-Unis CD maxi single[1],[2]

1. "Take Over Control" (Radio Edit) – 3:28
2. "Take Over Control" (Dutch Radio Edit) – 3:28
3. "Take Over Control" (Extended Vocal Mix) – 6:28
4. "Take Over Control" (Adam F. Mix) – 3:34
5. "Take Over Control" (Drumsound & Bassline Smith Mix) – 3:44
6. "Take Over Control" (Spencer & Hill Mix) – 6:10
7. "Take Over Control" (Apster Mix) – 5:34
8. "Take Over Control" (Sunnery James & Ryan Marciano Mix) – 6:08
9. "Take Over Control" (Ian Carey Mix) – 6:45

## Classement et certifications
| Classement (2010-2011)                   | Meilleure position |
| ---------------------------------------- | ------------------ |
| Allemagne (Media Control AG)             | 49                 |
| Australie (ARIA)                         | 17                 |
| Autriche (Ö3 Austria Top 40)             | 46                 |
| Belgique (Flandre Ultratip 100)          | 7                  |
| Belgique (Wallonie Ultratip 50)          | 21                 |
| Canada (Billboard Hot 100)               | 39                 |
| République tchèque (IFPI)                | 1                  |
| Hongrie (Dance Top 40)                   | 1                  |
| Hongrie (Rádiós Top 40)                  | 18                 |
| Pays-Bas (Single Top 100)                | 12                 |
| Pologne (Dance Top 50)                   | 1                  |
| Écosse (OCC)                             | 11                 |
| Royaume-Uni (UK Singles Chart)           | 24                 |
| Royaume-Uni (UK Dance Chart)             | 3                  |
| Royaume-Uni (UK Indie Chart)             | 2                  |
| États-Unis (Billboard Hot 100)           | 41                 |
| États-Unis (Billboard Heatseekers Songs) | 1                  |
| États-Unis (Dance Club Songs)            | 23                 |
| États-Unis (Billboard Pop Songs),        | 24                 |
| États-Unis (Billboard Latin Songs)       | 42                 |

| Classement (2010) | Position |
| ----------------- | -------- |
| Pays-Bas          | 81       |

| Pays          | Certification |
| ------------- | ------------- |
| Australie RIA | Platine       |

## Historique de sortie
| Pays        | Date              | Format                 | Label                 |
| ----------- | ----------------- | ---------------------- | --------------------- |
| Pays-Bas    | 12 août 2010      | Téléchargement digital | Spinnin' Records      |
| Belgique    | 10 septembre 2010 | Téléchargement digital | Spinnin' Records      |
| États-Unis  | 5 octobre 2010    | Téléchargement digital | Robbins Entertainment |
| Allemagne   | 5 novembre 2010   | CD single              | Tiger Records         |
| États-Unis  | 16 novembre 2010  | CD single              | Robbins Entertainment |
| Royaume-Uni | 28 novembre 2010  | Digital download       | Ministry of Sound     |
| Royaume-Uni | 29 novembre 2010  | CD single              | Ministry of Sound     |